# 海港角
海港角（英語：Harbour Point），是南極洲的海岬，位於南喬治亞群島，處於斯特羅姆內斯灣，名稱可追溯至1920年，由捕鯨者命名，該海岬由英國海外領土管轄。